# Зак, Вениамин Владимирович
Вениамин Владимирович (Вульфович) Зак (1874—1938) — русский и советский врач-хирург, Герой Труда (1934).
В начале XX века основал в Таганроге частную хирургическую лечебницу, которая послужила основой для дальнейшего создания 3-й городской больницы Таганрога (ныне МУЗ «Городская больница № 3»). Как в дореволюционные годы (когда он был хозяином лечебницы), так и в советский период (оставаясь главным врачом) — лично производил самые сложные операции.

## Биография
Родился в 1874 году в городе Сарапул в многодетной еврейской семье. Окончил медицинский факультет Московского университета и стал хирургом.
В 1901 году приезжает в Таганрог, куда его привели родственные связи с известными в городе провизором и владельцем аптеки Рувимом (Робертом) Борисовичем Идельсоном и врачом Д. М. Гордоном. Женился на своей двоюродной сестре Розе Рувимовне Идельсон и несколько лет жил в её семье.
В первый же по приезде год молодой хирург делает удачную операцию одному из жителей, вызвав удивление таганрожцев. Видя, какое широкое поле деятельности открывается перед ним, Зак решает создать свою лечебницу. При материальной поддержке своего тестя — Р. Б. Идельсона — Вениамин Владимирович покупает домовладение купца М. В. Иофа, находящееся в том же переулке, где жил он сам (пер. Соборный). За несколько лет Заком были выстроены два одноэтажных дома. В первом из них поселилась семья, где в одной из комнат Зак вёл амбулаторный приём. В другом доме открылась первая в городе хирургическая лечебница (больница Зака), которая быстро завоевала признание не только в городе, но и за его пределами. До этого требующие госпитализации оперативные вмешательства проводились в Харькове.

В. В. Зак (слева) с сотрудниками за операционным столом, 1917 год

Заведующим отделением у Зака работал его племянник тоже врач-хирург Ф. Р. Идельсон. Послеоперационных больных выхаживали опытнейшая фельдшерица и подобранные сиделки. В 1910 году в лечебнице был установлен первый рентгенаппарат, что тогда было большой редкостью. Лечились здесь в тот период только те, кто имел возможность оплатить операцию и уход.
В период Первой мировой войны (1915) по предложению Зака в больнице был развёрнут 6-й военный лазарет для сорока двух раненых.
После установления в Таганроге советской власти (январь 1920) в больнице находился 880-й военно-полевой госпиталь на 80 коек. В 1921 году больница была национализирована и стала называться 3-й совбольницей, а В. В. Зак был оставлен в ней главным врачом. Больница стала бесплатной, а поэтому общедоступной. Известно, что за период с 1921 по 1933 годы её посещало около 16 тысяч человек в год и было сделано около 10 тысяч операций.
С первых лет советской власти В. В. Зак активно включился в проведение мероприятий по реорганизации здравоохранения в городе. Принимая деятельное участие в работе созданного Медицинского общества, Вениамин Владимирович пользовался высоким авторитетом как врач и хозяйственник.. В. В. Заку поручались различные важные городские задачи: строительство первых корпусов новой (пятой) 6ольницы, создание малярийной станции. Он участвовал в разных комиссиях горздравотдела, возглавлял городское научное общество хирургов.
В. В. Зак постоянно совершенствовал свои медицинские познания. Владея иностранными языками, он выписывал новинки медицинских книг и журналов, посещал клиники Москвы и Берлина. У него проходили практику многие ставшие позже известными врачи-хирурги (Богораз и Ладыженский из Ростова, Хрущева из Москвы и другие). Он был врачом широкого профиля, не только хирургом, но и отоларингологом и терапевтом, оставался главным врачом и рачительным хозяином больницы вплоть до своей гибели.
В одну из июньских ночей 1938 года в доме Зака появились сотрудники НКВД, произвели обыск и увели 64-летнего врача с собой. С этого времени он бесследно исчез. Только в 1991 году, по запросу В. М. Кобрина, В. В. Зак был полностью реабилитирован с указанием, что он умер в Ростовской тюрьме от сердечной недостаточности в октябре 1938 года.
Семья после ареста В. В. Зака была выселена из собственного дома, а во время оккупации расстреляна фашистами. Имущество и богатая библиотека Вениамина Владимировича были разграблены.

## Память
- Коллектив МУЗ «Городская больница № 3» при поддержке Еврейской общины г. Таганрога в честь 100-летия этого лечебного заведения, обратился с ходатайством в органы местного самоуправления о присвоении больнице имени В. В. Зака и установлении мемориальной доски.

## Семья
Брат — Рафаил Владимирович (Вульфович) Зак (1878—1946), врач-терапевт и профпатолог в Таганроге. Его сын — Михаил Рафаилович Зак (1923—2004), учёный-медик (гепатолог), доктор медицинских наук, полковник медицинской службы.

## Награды
- Герой Труда (1934).